# 賀名生

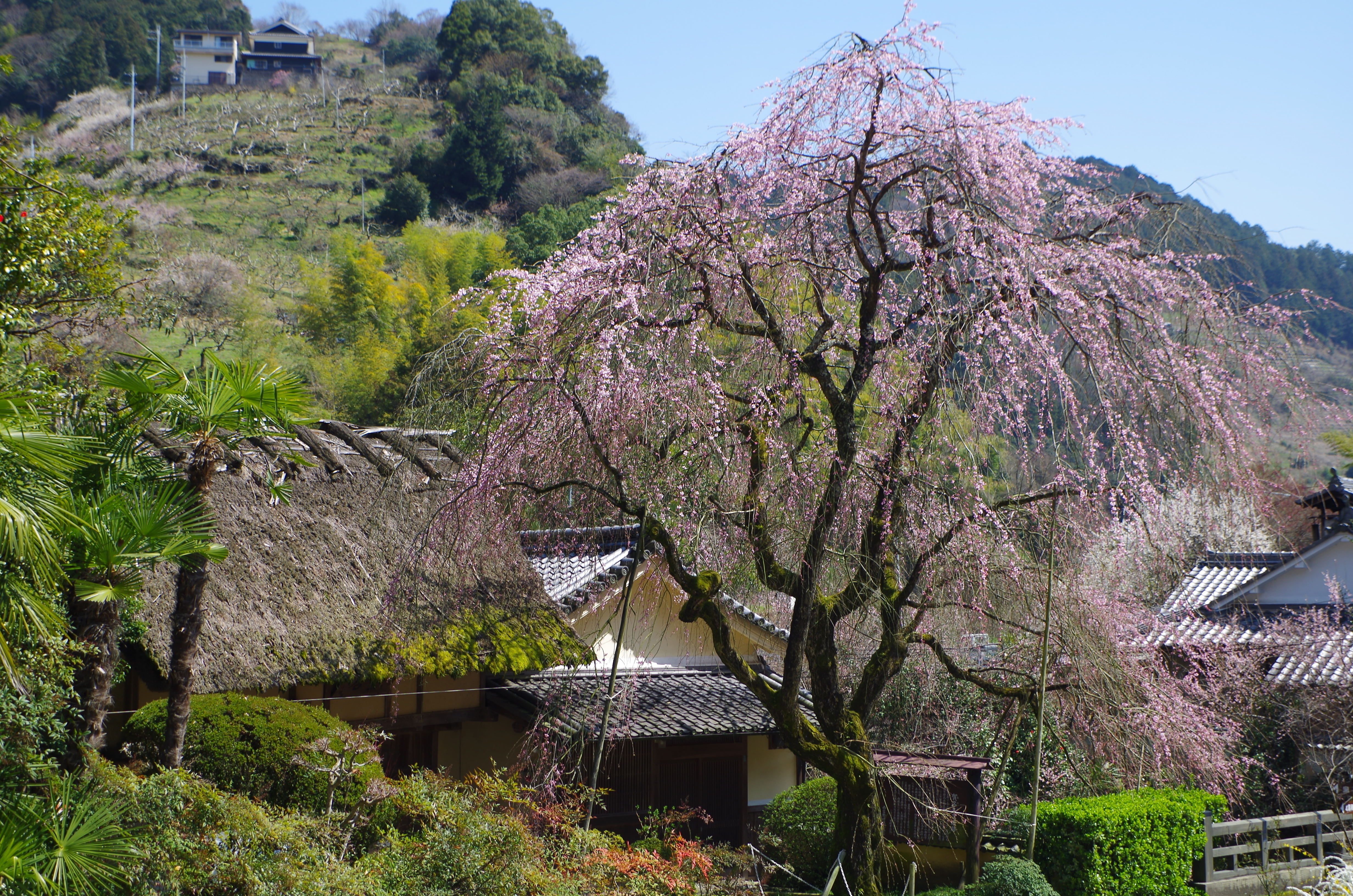
賀名生皇居跡（堀家住宅）

賀名生（あのう）は、奈良県五條市（旧吉野郡西吉野村）にある丹生川の下流沿いの谷である。南北朝時代（吉野朝時代）、南朝（吉野朝廷）の首都となった地域の一つ。

## 概要
もと「穴生」（あなふ）と書いたが、後村上天皇が行宮を吉野（吉野山）からこの地に移した際に、南朝による統一を願って叶名生（かなう）と改め、さらに1351年（正平6年、北朝の観応2年）、いったん統一が叶うと（正平一統）「賀名生」に改めたという伝承が残る。明治になって、読みを「かなう」から原音に近い「あのう」に戻した。
後村上天皇の遷幸より前の1336年（延元元年、北朝の建武3年）12月21日、後醍醐天皇は京都の花山院から逃れ出て、同月23日穴生に至ったが、行宮とすべきところがなかったのと高野山衆徒の動向を警戒してここに留まるのを断念し、同月28日吉野山に至った。

## 歴史

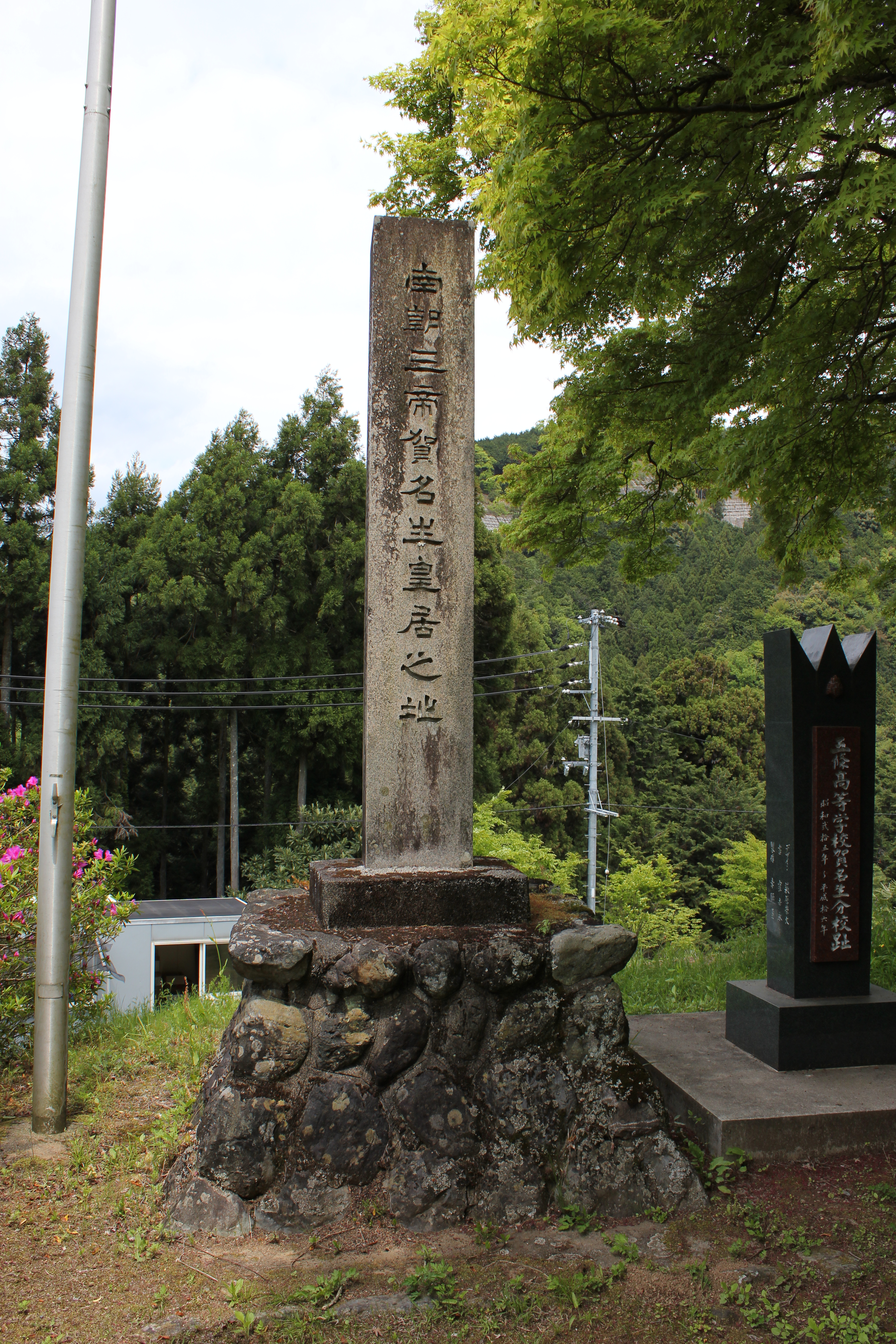
「南朝三帝賀名生皇居之址」の碑

1348年（正平3年、北朝の貞和4年）正月に楠木正行が四条畷で戦死したのち、南朝では北朝方（室町幕府、足利軍）の来襲を防ぎ得ないのを知り、吉野を引き払い穴生に移った（当時の皇居は総福寺であったと推測される）。同年、高師直率いる足利軍が吉野に来襲し、行宮、社寺などを焼き払い帰った。
1351年（正平6年、北朝の観応2年）、室町幕府の内紛（観応の擾乱）により、足利尊氏が一時的に南朝に降伏し、一旦南朝に統一された（正平一統）。しかし政争上の形式的なものであり、本格的な統一ではなかった。
1352年（正平7年、北朝の観応3年）、後村上天皇は北征軍を興し、摂津国住吉から都に近い山城国の男山（京都府八幡市）に移り都に睨みを利かせた。尊氏の子である室町幕府第2代将軍足利義詮はこれに対するために正平一統を破棄し、再び北朝を擁立した。5月、北征軍は京都を回復することができずに賀名生に帰ったが、この時北朝方の皇族（光厳上皇、崇光上皇、直仁親王）を拉致し、さらに南朝側は偽器と主張していた「北朝の三種の神器」をも押収した。北朝方は天皇不在となったため、出家を予定していた弥仁王を後光厳天皇として践祚させた。
後村上天皇は1354年（正平9年、北朝の文和3年）10月に河内天野山金剛寺（大阪府河内長野市）に移った。6年後の1359年（正平14年、北朝の延文4年/応安元年）には河内観心寺（河内長野市）に移り、さらに翌年摂津国住吉に移って住吉宮の祠宮津守の館を行宮とし、1368年（正平23年、北朝の貞治7年）、住吉宮で死去した。
のち長慶天皇を経て後亀山天皇が践祚するに及び、1373年（文中2年、北朝の応安6年）8月よりまた賀名生を行宮とした。以後1392年（元中9年、北朝の明徳3年）、南朝が京都に帰り神器を北朝の後小松天皇に伝えるまでの20年間、賀名生は南朝の行宮であった。
江戸時代は、当初は松倉氏の大和五条藩領地、後に御領（幕府直轄領）。幕末には天誅組の吉村寅太郎がこの地を訪れ、行宮跡で「賀名生皇居」の扁額を書いた。
明治以降は吉野郡賀名生村が存在したが、1959年（昭和34年）に合併し西吉野村となった。西吉野村は2005年（平成17年）9月25日、市町村合併で五條市の一部になった。
1959年の合併以降、「賀名生」という地名は通称としてのみ使われていたが、2011年（平成23年）4月1日に西吉野町和田地区の一部が西吉野町賀名生と変更され、住所表記として賀名生が復活した。
南北朝時代から賀名生梅林が有名であり、明治以降は実を収穫するための植林も盛んに行われた。1923年（大正12年）、東宮（後の昭和天皇）成婚を記念して5千本の梅が植林された。現在は柿の生産も盛んである。
この土地には日本国有鉄道五新線が通る予定で、途中の阪本まで建設が進められていたが中止され、用地の一部はバス専用道路に転用され、代替のバス路線が運航した。2014年10月1日、五新線の路盤を利用していたバス専用道が廃止され、一般道経由となった。

## 堀家住宅

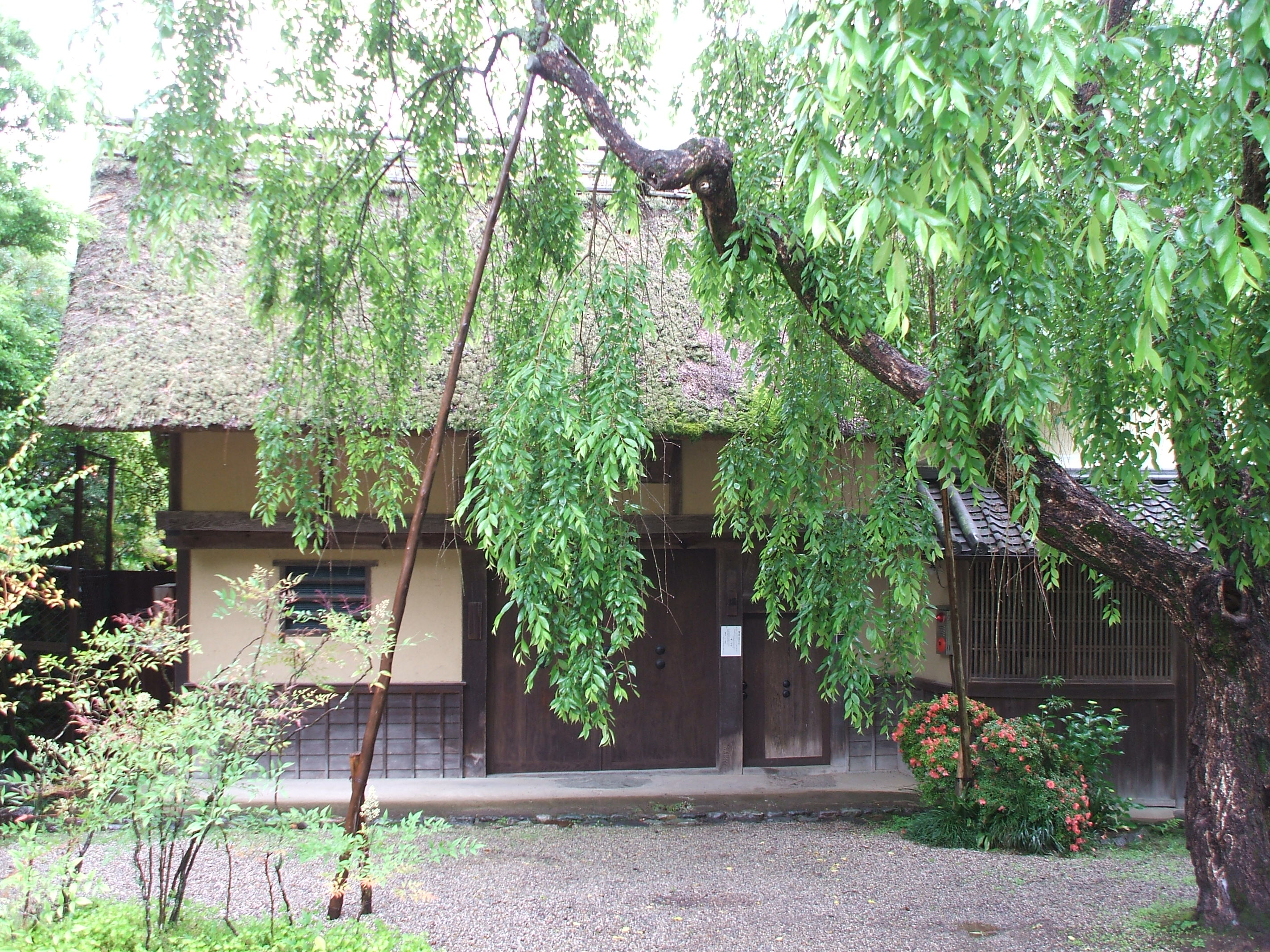
堀家住宅（伝・賀名生行宮跡）

上述の吉村が扁額を書いた賀名生の行宮跡には、従者の住まいだったとされる建物の一部が現存する。堀信増が提供した住居であるため（現在も子孫が所有）、「堀家住宅　賀名生皇居跡」と呼ばれる住宅は、古民家として1979年に国の重要文化財に指定されている。1998年（平成10年）に解体修理を行った。2003年（平成15年）1月18日、後醍醐天皇から下賜されたと伝承がある日の丸の旗（明治時代以前は国旗ではなかったが）や、天誅組の寄せ書きなど約80点が盗難にあった。その後、日の丸は2年後に回収され、天誅組の寄せ書きは10年後に回収された。堀家住宅は春と秋に有料で一般公開、予約制であった。
2019年3月、改装を経て、宿泊施設とレストラン、結婚式場として営業を開始した。
濱田耕作（1881～1938）は15歳のときに友人の高田知一郎と吉野山巡りをした際に訪問した堀家の人たちから厚情を受けた事を雑誌『歴史と地理』（1923）に書き残している。

## ギャラリー

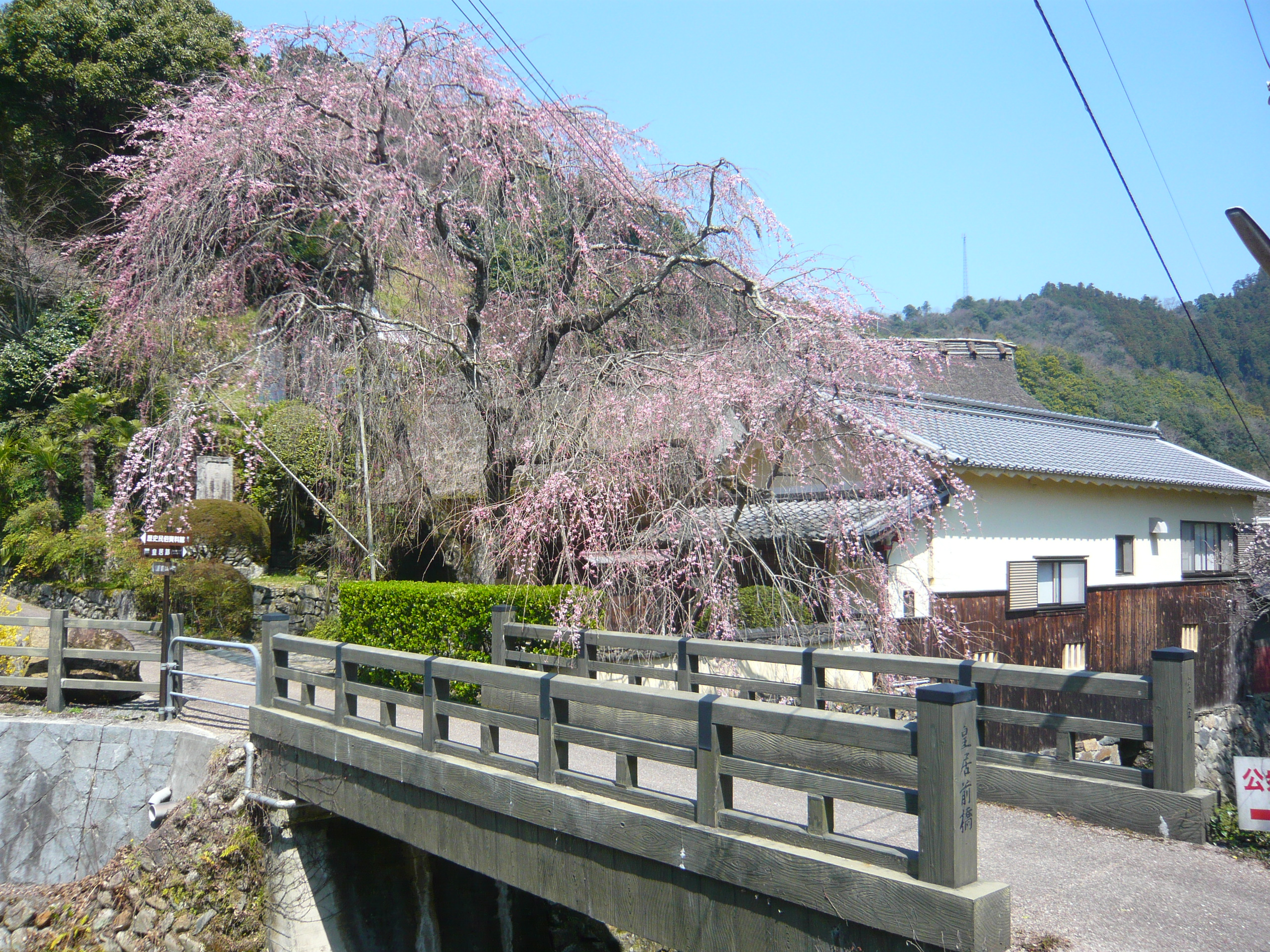
賀名生皇居跡のしだれ桜
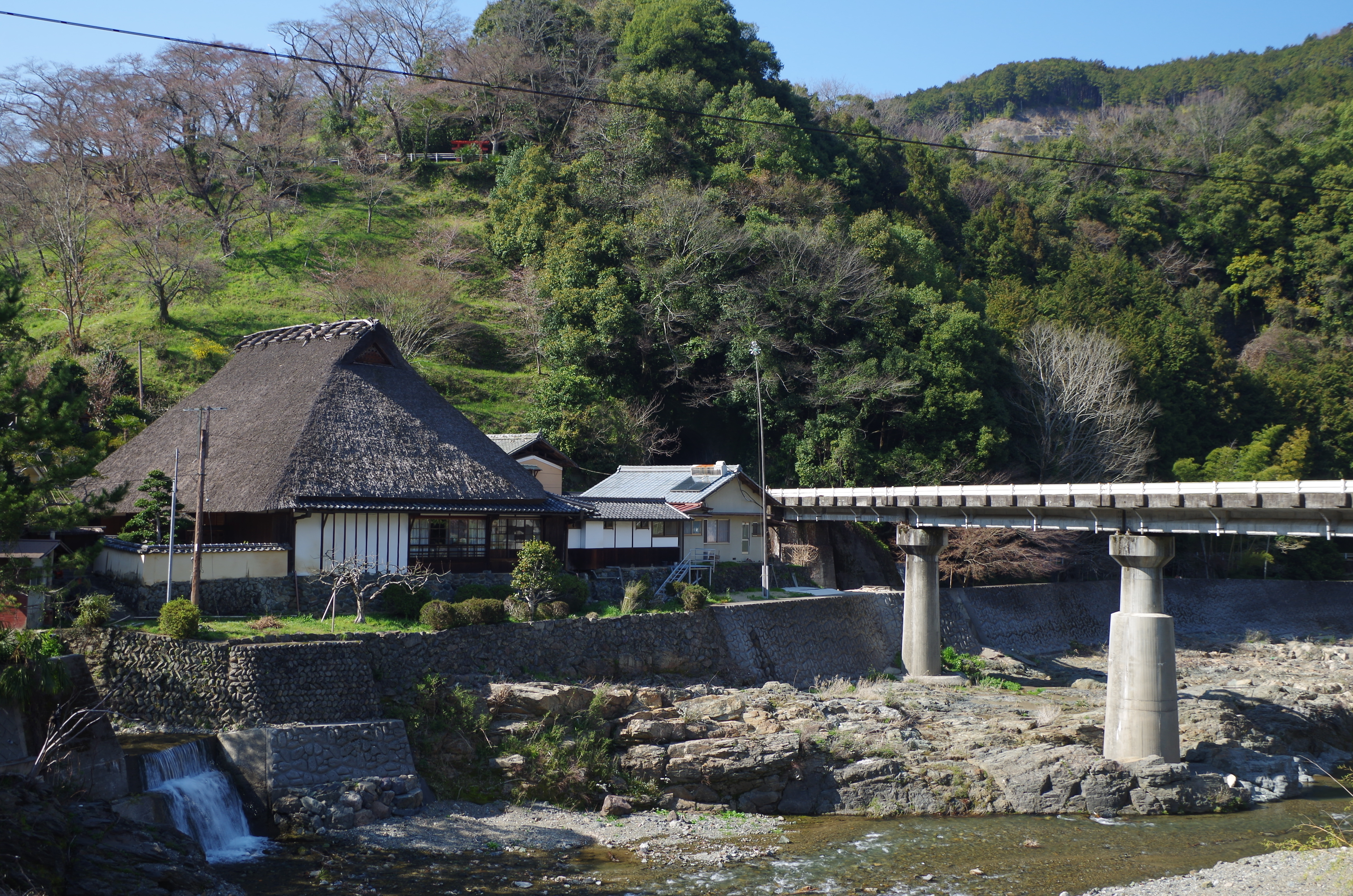
堀家住宅と五新線橋梁
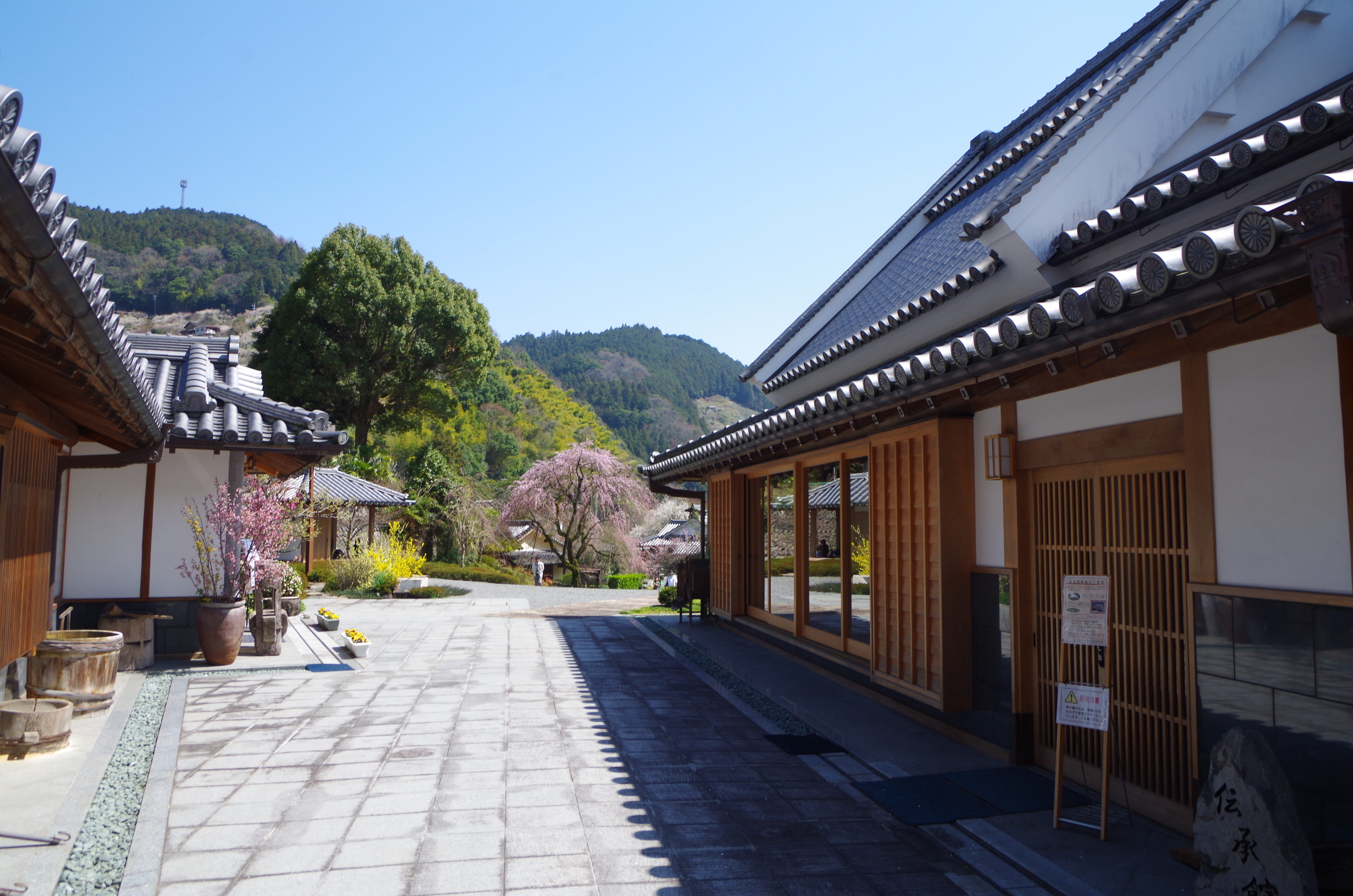
賀名生の里歴史民俗資料館
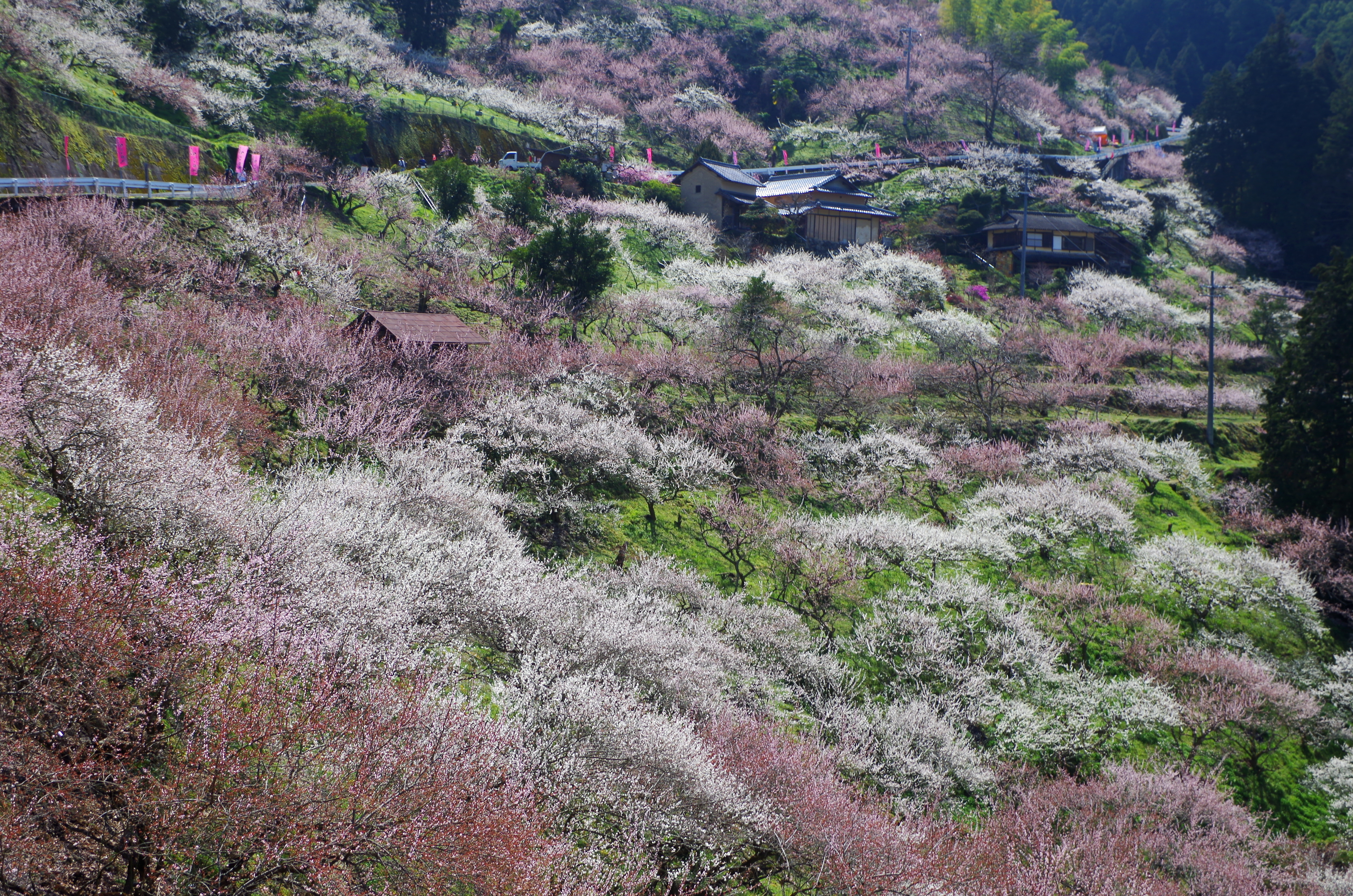
賀名生梅林 （西吉野町北曽木）

## 交通
- 奈良交通バス五條西吉野線
  - 賀名生農協前バス停
  - 賀名生和田バス停
  - 賀名生和田北口バス停
- 八木新宮線賀名生和田北口バス停。